# Skoki do wody na Mistrzostwach Świata w Pływaniu 2013 – wieża 10 m synchronicznie mężczyzn
Wieża 10 m synchronicznie mężczyzn – jedna z konkurencji rozgrywanych podczas Mistrzostw Świata w Pływaniu 2013 w ramach skoków do wody. Eliminacje odbyły się 21 lipca o 10:00, a finał rozegrany został tego samego dnia o godzinie 17:30.
Do eliminacji zgłoszonych zostało 14 par z 14 państw. Dwanaście najlepszych par awansowało do finałowej rywalizacji.
Zwycięzcą konkurencji została niemiecka para Sascha Klein i Patrick Hausding. Drugie miejsce zajęli Rosjanie Wiktor Minibajew oraz Artiom Czesakow, a trzecie Cao Yuan i Zhang Yanquan reprezentujący Chiny.

## Wyniki
| Miejsce | Zawodnicy                                | Państwo           | Eliminacje | Eliminacje | Finał  | Finał   |
| Miejsce | Zawodnicy                                | Państwo           | Wynik      | Miejsce    | Wynik  | Miejsce |
| ------- | ---------------------------------------- | ----------------- | ---------- | ---------- | ------ | ------- |
| 01 !    | Sascha Klein Patrick Hausding            | Niemcy            | 433,50     | 2.         | 461,46 | 1.      |
| 02 !    | Wiktor Minibajew Artiom Czesakow         | Rosja             | 409,86     | 4.         | 445,95 | 2.      |
| 03 !    | Cao Yuan Zhang Yanquan                   | Chiny             | 460,74     | 1.         | 445,56 | 3.      |
| 4.      | Germán Sánchez Iván García               | Meksyk            | 427,44     | 3.         | 442,86 | 4.      |
| 5.      | Jeinkler Aguirre José Guerra             | Kuba              | 403,68     | 6.         | 434,49 | 5.      |
| 6.      | Ołeksandr Horszkowozow Dmytro Mezhenskyi | Ukraina           | 406,59     | 5.         | 425,52 | 6.      |
| 7.      | Francesco Dell'Uomo Maicol Verzotto      | Włochy            | 376,68     | 8.         | 386,25 | 7.      |
| 8.      | Kim Yeong-nam Woo Ha-ram                 | Korea Południowa  | 390,18     | 7.         | 386,22 | 8.      |
| 9.      | So Myong-hyok Kim Sun-bom                | Korea Północna    | 347,28     | 10.        | 376,56 | 9.      |
| 10.     | Toby Stanley David Bonuchi               | Stany Zjednoczone | 360,75     | 9.         | 372,84 | 10.     |
| 11.     | Wadim Kaptur Jauhienij Karalou           | Białoruś          | 343,02     | 11.        | 356,79 | 11.     |
| 12.     | Víctor Ortega Juan Ríos                  | Kolumbia          | 338,85     | 12.        | 354,30 | 12.     |
| 13.     | Espen Valheim Daniel Jensen              | Norwegia          | 336,96     | 13.        | NQ     | NQ      |
| 14.     | Andryan Andryan Adityo Restu Putra       | Indonezja         | 307,44     | 14.        | NQ     | NQ      |